# Малацки
Малацки (слч. Malacky, мађ. Malacka) су град у Словачкој, у оквиру Братиславског краја.

## Географија
Малацки су смештени у крајње западном делу државе, близу границе са Аустријом (10 километара западно од града). Главни град државе, Братислава, налази се 35 km северно од града.
Рељеф: Малацки су се развили у долини реке Мораве, која је граница ка суседној Аустрији. Надморска висина града је око 160 m. Западно од града издиже се планина Мали Карпати.
Клима: Клима у Малацкима је умерено континентална.
Воде: Поред Малацких протиче река Морава, најважнија река у држави.

## Историја
Људска насеља на овом простору датирају још из праисторије (Пуховска култура). Насеље под данашњим именом први пут се спомиње у 1206. године, а 1653. године насеље је добило градска права. Током следећих векова град је био у саставу Угарске као обласно трговиште.
Крајем 1918. године. Малацки су постале део новоосноване Чехословачке. У време комунизма град је нагло индустријализован, па је дошло до наглог повећања становништва. После осамостаљења Словачке град је постао њено значајно средиште, али је дошло и до проблема везаних за преструктурирање привреде.

## Становништво
| Година:    | 1994.  | 2004.   | 2014.   | 2024.   |
| ---------- | ------ | ------- | ------- | ------- |
| Број људи: | 17 753 | 17 858  | 17 135  | 18 810  |
| Разлика:   |        | +0,59 % | -4,04 % | +9,77 % |

| Година:    | 2023.  | 2024.   |
| ---------- | ------ | ------- |
| Број људи: | 18 804 | 18 810  |
| Разлика:   |        | +0,03 % |

Данас Малацки имају око 18.000 становника и последњих година број становника опада.
Етнички састав: По попису из 2021. године састав је следећи:
- Словаци - 89,4%,
- Чеси - 0,9%,
- Роми - 0,1%,
- остали.

Верски састав: По попису из 2021. године састав је следећи:
- римокатолици - 51,0%,
- атеисти - 35,9%,
- лутерани - 1,4%,
- остали.

## Партнерски градови
- Весели на Морави
- Сарваш

## Галерија
- Римокатоличка Црква св. Тројице
- Малацки манастир
- Дворац Манор
- Градска синагога